# Nephanes
Nephanes ist eine Gattung der Käfer aus der Familie der Zwergkäfer (Ptiliidae) innerhalb der Unterfamilie Acrotrichinae. Sie kommt in Europa mit zwei Arten vor, in Mitteleuropa kommt davon nur Nephanes titan vor.

## Merkmale
Die Käfer sind denen der Gattung Pteryx sehr ähnlich, unterscheiden sich aber durch ihren sehr kleinen Körperbau, den Halsschild, der in der Mitte am breitesten ist, und dessen abgestumpfte Hinterwinkel. Von der Gattung Acrotrichis unterscheidet sich die Gattung durch die nicht nach hinten verlängerten Hinterwinkel des Halsschildes und ebenfalls durch ihre äußerst kleinen sowie parallelen Körper. Die mittleren Glieder der Fühler sind etwas länger als breit. 

## Vorkommen und Lebensweise
Die Tiere leben in Mist, wie etwa in angetrocknetem Kuh- und Pferdedung.

## Arten (Europa)
- Nephanes euphorbiicola Israelso, 1976
- Nephanes titan (Newman, 1834)